# Gottfried Finger
Gottfried Finger, ou Godfrey Finger, né à Olmütz en 1655 ou 1656 et enterré à Mannheim le 31 août 1730, est un compositeur baroque morave.

## Biographie
Né à Olomouc, de nos jours en République tchèque, il reçoit son éducation musicale dans sa ville natale. Ses compositions de jeunesse sont écrites pour la cour du prince évêque Karl II von Liechtenstein-Kastelkorn. En 1682, il séjourne et gagne sa vie comme musicien à Munich, puis il se rend en Angleterre.
Il travaille pendant une partie de sa carrière à la cour de Jacques II d'Angleterre et est nommé membre de la Chapel Royal en 1685. Trois ans plus tard, lorsque le roi s'exile en France, il devient compositeur indépendant. En Angleterre, il collabore probablement avec le compositeur flamand Carolus Hacquart comme le laisse croire une copie de la partition de Chelys qu'il possédait. Il a également collaboré avec John Eccles pour la composition du masque The Loves of Mars and Venus (1696).
En dépit de l'intérêt de Finger pour la scène, la plupart de ses compositions sont des œuvres de chambre pour flûte, violon et, surtout, pour viole de gambe, instrument dont il était un virtuose notoire.
Après un concours organisé à Londres en 1700 pour adapter la pièce Le Jugement de Pâris (The Judgement of Paris) de William Congreve en masque, et où il arrive en quatrième position, Finger quitte l'Angleterre pour l'Allemagne.
En 1701, il est musicien à Breslau (depuis 1945, Wrocław) et, quelques années plus tard, il entre au service de la cour de Berlin.  Membre de l'orchestre du gouverneur impérial à Innsbruck en 1707, il en est nommé Premier violon (Konzertmeister) l'année suivante. Grâce à cette fonction, il peut de nouveau composer des œuvres pour la scène, dont deux opéras nous sont parvenus.
Il est mort à Mannheim.

## Œuvres

### Musique de chambre
- Sonatae XII. pro diversis instrumentis quarum tres priores pro violino & viola di gamba, proximae tres pro II violis & viola di basso, tres sequentes pro III violinis, relique pro II violinis & viola, omnes ad bassum continuam pro organo seu clavicymbalo formantur ...., opus 1 (Londres et Amsterdam 1688) — dédié au roi Jacques II. Les trois premières sonates sont pour violon, viole de gambe et continuo ; les trois suivantes pour deux violons et viola di basso ; les trois autres sonates avec trois violons et basse continue ; et les trois dernières sont pour deux violons, alto et continuo. L'influence de Heinrich Biber se fait jour dans la neuvième sonate où se situe au centre une Battaglia typique du style Austro-bohémien.
  - Sonata prima en ré majeur
  - Sonata seconda en fa majeur
  - Sonata terza en la majeur
  - Sonata quarta en si-bémol majeur
  - Sonata quinta en fa majeur
  - Sonata sesta en la majeur
  - Sonata settima en mi mineur
  - Sonata ottava en sol mineur
  - Sonata nona en ré majeur
  - Sonata decima en sol majeur
  - Sonata undecima en mi-bémol majeur
  - Sonata duodecima en ut majeur
- Six Sonatas of two parts for two flutes ...., opus 2 (1688)
- Six sonates à 2 flûtes & 1 basse continue ...., opus 4 (1690)
- X Suonatae a tre, due violini e violoncello o basso continuo ....., opus 5 (1690)
- 7 Sonaten für Trompete, Oboe, Baß und B.c.
- 7 Suiten für Baryton und B.c.

### Musique lyrique

#### Masque
The Loves of Mars and Venus (1696), en collaboration avec John Eccles

#### Opéras
- Der Sieg der Schönheit über die Helden (1706), en collaboration avec Jean-Baptiste Volumier
- Roxane und Alexanders Hochzeit (1708)

#### Musique de scène
- Das fünfte Element (1718), ouverture et sérénade

## Discographie
Disques monographiques
- Sonatae XII pro diversis instrumentis op. I (1688) - Écho du Danube, dir. Christian Zincke et viole de gambe (1-4 mars 2011, Accent ACC 24264)
- L'Œuvre pour viole de gambe seule - Ensemble Tourbillon, Petr Wagner dir. et viole de gambe (14-16 janvier 2012, Accent)
- Un bohémien à Londres : Sonates pour violon - Duo Dorado : Hazel Brooks, violon ; David Pollock, clavecin et orgue (16-19 août 2016, SACD Chandos CHAN 0824)

Récitals
- Purcell - Devotional Songs & Anthems, La Rêveuse (2015, Mirare) (OCLC 980608208) — Cet enregistrement compte trois œuvres de chambre de Godfrey Finger
- The Love of Mars and Venus, dans Purcell, Dido and Æneas, La Risonanza, Coro Costanzo Porta, dir. Fabio Bonizzoni (2016, Challenge Classics) (OCLC 965551946)